# Miguel Colom
Miguel Ángel Colom (n. ca 1965) es un director de televisión argentino, trabaja para el Grupo Telefe. Entre las obras que ha realizado se destacan Televisión por la identidad (2007), Montecristo (2006), Resistiré (2003). Ha recibido en dos oportunidades el Premio Martín Fierro de Oro y en otras dos el Premio Clarín Espectáculos.

## Televisión
| Televisión | Televisión                       | Televisión | Televisión |
| Año        | Título                           | Canal      |            |
| ---------- | -------------------------------- | ---------- | ---------- |
| 2017       | Amar después de amar             | Telefe     |            |
| 2015       | Entre caníbales                  | Telefe     |            |
| 2014       | Viudas e hijos del rock and roll | Telefe     |            |
| 2013       | Los vecinos en guerra            | Telefe     |            |
| 2012       | Graduados                        | Telefe     |            |
| 2011       | El hombre de tu vida             | Telefe     |            |
| 2010       | Caín y Abel                      | Telefe     |            |
| 2008       | Vidas robadas                    | Telefe     |            |
| 2007       | Televisión por la identidad      | Telefe     |            |
| 2006       | Montecristo                      | Telefe     |            |
| 2005       | Ambiciones                       | Telefe     |            |
| 2004       | El deseo                         | Telefe     |            |
| 2003       | Resistiré                        | Telefe     |            |
| 2002       | Kachorra                         | Telefe     |            |
| 2002       | Terrormanía                      | Telefe     |            |
| 2001       | Yago, pasión morena              | Telefe     |            |
| 2000       | Luna salvaje                     | Telefe     |            |
| 1998       | Chiquititas                      | Telefe     |            |

## Premios
- Premios Clarín Espectáculos
  - 2008: Vidas robadas (mejor dirección)
  - 2007: Televisión por la identidad (mejor dirección)
  - 2006: Montecristo (mejor dirección)

- Premios Martín Fierro
  - 2006: Martín Fierro de Oro por Montecristo
  - 2004: Martín Fierro de Oro por Resistiré